# Gunther di Pairis
Gunther di Pairis (1150 circa – Colmar, 1220) è stato un monaco cristiano, storico e letterato tedesco dell'Ordine cistercense e cronista della Quarta crociata.

## Biografia
Monaco e letterato di corte, compose varie opere in poesia e in prosa, tra le quali una cronaca della quarta crociata.
Le notizie sulla sua vita sono scarse e controverse. In una prima fase, probabilmente come prete e tutore (scolasticus), frequentò la corte degli Hohenstaufen dove compose due opere in poesia, che denotano una buona cultura latina, un'ottima padronanza della lingua e qualche conoscenza del greco.
Abbandonò la corte nei primi anni del XIII secolo e si ritirò come monaco cistercense nel piccolo monastero di Pairis, presso Colmar, dove morì nel 1220.

## Opere
La prima opera, di cui restano 232 eleganti versi, è intitolata Solimarius, da leggersi «il conquistatore di Gerusalemme» (Iherosolima), dedicato al principe Corrado II di Svevia (1173-1196) e trascrizione in poesia della Historia Iherosolimitana di Roberto il Monaco.
La seconda opera, Ligurinus, composta da 6577 versi, riguarda le gesta di Federico I Barbarossa nell'Italia del nord (Liguria) fino al 1160. Modellata sul De bello civili di Marco Anneo Lucano, consente all'autore di sfoggiare la propria cultura classica.
Quando si è già ritirato in convento, il 24 giugno 1205 ritorna, reduce dalla quarta crociata, l'abate Martino di Pairis, uno dei principali religiosi alla crociata, carico di reliquie trafugate a Costantinopoli. L'abate commissiona a Gunther la Historia Captae a Latinis Constantinopoleos o Historia Constantinopolitana, scritta parte in prosa e parte in versi e completata probabilmente entro il 1208.
Il suo rendiconto della partenza e dell'assedio di Zara è breve ma piuttosto accurato anche se non contiene informazioni disponibili solo ai comandanti. Il rendiconto del sacco di Costantinopoli è particolarmente dettagliato per quanto riguarda l'elenco delle reliquie trafugate ed è la maggiore fonte al riguardo.
Successivamente Gunther, gravemente ammalato, compone l'opera di devozione De Oratione Jejunio Et Eleemosyna Libri Tredecim.